# 梶山力
梶山 力（かじやま つとむ、1909年 - 1941年4月）は、昭和前期の経済社会学者。ウェーバー『プロテスタンティズムの倫理と資本主義の精神』の翻訳で知られる。旧姓・田中。

## 経歴
岡山県出身（福山市生れ、まもなく岡山市に移転）。第一高等学校を経て、1929年に東京帝国大学経済学部に入学。一高以来の恩師本位田祥男のもと、ドイツ宗教改革史、ドイツ農民戦争史の研究を進める。1933年4月、大学卒業。
1934年4月に丸の内の経済問題研究所研究員、この年、山崎朝子と結婚。1935年4月、松山高等商業学校講師となり経済史を講じるが、病気のため12月に辞任。
療養のため辻堂に移転。妻とキリスト教伝道誌「葡萄園」を刊行。また、妻の助力により病床でヴェーバー、ゾンバルドの翻訳を行う。1937年に母の養家を継ぎ、梶山姓となる。
1940年5月、福島高等商業学校教授に就任。病状悪化のため11月に辻堂に戻るが、翌年4月に肺結核のため、32歳で死去。妻の朝子も病のため1947年に死去し、1人娘（祥子）が遺された。
1948年に大塚久雄が遺稿をまとめ『近代西欧経済史論』として刊行した。

### 訳書の運命
マックス・ヴェーバー『プロテスタンティズムの倫理と資本主義の精神』の初訳者で、日本におけるヴェーバー研究の礎を築いた。
梶山訳の『プロテスタンティズムの倫理と資本主義の精神』は原注が大幅に略されていた。後年に大塚久雄が手を入れ、梶山・大塚の共訳として岩波文庫（上・下）で刊行、長年にわたり版を重ねた。晩年大塚は改訳を行い（梶山の名を削り）自らの単独訳とした（岩波書店、1988年。翌89年に文庫再刊）。
ウェーバー研究者の安藤英治は、梶山の業績を埋もれさせてはならないと、名訳の誉れ高い梶山訳の復刻を企画。略されていた原注を補いつつ、『プロ倫』の初出（1904-05年雑誌掲載）と論文集（1920年）の異同などの校訂解説を施した書籍を、1994年に出版した。

## 著書
- 『近代西欧経済史論』（みすず書房、1948年）

序（大塚久雄）、中世に於ける法王庁の財政とイタリー資本主義の擡頭、バーゼル市を中心とする欧洲中世の商業路、宗教改革時代の独逸社会関係概説、宗教改革時代のバーゼル市の経済史的研究、マックス・ウェーバー『プロテスタンティスムの倫理と資本主義の精神』訳者序説

## 翻訳
- フランチェスコ・ニッティ「ボルシェビズムとフアッシズムと民主主義」、日本評論社、1933　※田中力名義
- ランダワー「計画経済と流通経済」、日本評論社、1934　※田中力名義
- マックス・ウェーバー「プロテスタンティズムの倫理と資本主義の精神」、有斐閣、1938〈経済学名著翻訳叢書 第4〉　
  - 「プロテスタンティズムの倫理と資本主義の精神」大塚久雄による改訂訳、岩波文庫（上下）、1955-1962
  - 「プロテスタンティズムの倫理と資本主義の精神」大塚久雄共訳、中央公論社「世界の名著 ウェーバー」尾高邦雄責任編集、1975。新版・中公バックス、1979
  - 「プロテスタンティズムの倫理と資本主義の<精神>」安藤英治編・解説、未來社、1994
- ヴェルナー・ゾムバルト 「高度資本主義」、有斐閣、1940　※「近代資本主義」の一部